# استان ماچه‌راتا

استان ماچه‌راتا (به ایتالیایی: Provincia di Macerata) از استان‌های کشور ایتالیا است. استان ماچه‌راتا در مرکز این کشور قرار دارد. مرکز این استان شهر ماچراتا و زیرمجموعه ناحیه مارکه می‌باشد. مساحت این استان ۲٬۷۷۴ کیلومتر مربع و جمعیت آن  ۳۲۴٬۱۸۸  نفر است.